# 디즈니 삼총사
《디즈니 삼총사》는 월트 디즈니 피처 애니메이션이 제작한 2004년 미국 만화 영화이다. 알렉산드르 뒤마의 소설 《삼총사》를 모델로 만들어진 작품이다.
대한민국에서는 같은해 서울 국제만화 애니메이션 페스티벌(SIACF)의 초청작으로 선발되어 가장 먼저 소개 되었다. 이후 극장에서는 개봉되지 않고, 비디오와 DVD로 출시되었다.

## 등장인물
- 미키 마우스(Mickey Mouse)

총사대가 되기를 꿈꾸는 청소부,어느 날 갑작스럽게 총사가 되었다.
- 도널드 덕(Donald Duck)

미키의 친구.총사가 되길 원하지만 성질이 급하고 겁이 많아 쉽지 않아보인다.
- 구피(Goofy)

미키의 친구.덤벙대서 주위를 곤란하게 하나,아무도 예상하지 못한 일을 종종 해내곤 한다.
- 미니 공주(Princess Minnie)

언젠가 자신에게 연인이 나타나길 바라는 공주,총사로 들어온 미키를 보고 한눈에 반했다.
- 데이지 덕(Daisy Duck)

미니 공주의 시녀
- 플루토(Pluto)

미키의 애완견
- 피트 대장(Pete)

욕심많은 총사대의 대장으로,왕의 자리를 노리고 있다.
- 클라라벨 카우(Clarabelle Cow)

피트대장의 부하.작품 후반에 구피를 좋아하게 된다.
- 피트의 부하들(Beagle Boys)

피트가 감춰놓은 부하들로,그의 음모를 실행하기 위해 움직인다.
- 음유시인 거북이(Troubadour)

작품의 나레이션 역할

## 목소리 더빙

### 영어 더빙
- 미키 마우스 - 웨인 얼윈
- 도널드 덕 - 토니 안셀모
- 구피 - 빌 파머
- 미니 공주 - 루시 테일러
- 데이지 덕 - 트레스 맥네일
- 플루토 - 빌 파머
- 클라라벨 카우 - 에이프릴 윈첼
- 피트 대장 - 짐 커밍스
- 피트의 부하들 - 리마리우스 라말체, 제프 베넷
- 음유시인 거북이 - 롭 폴슨

### 한국어 더빙
- 미키 마우스 - 강수진
- 도널드 덕 - 김환진
- 구피 - 박상일
- 미니 공주 - 은영선
- 데이지 덕 - 최수민
- 피트대장 - 한상덕
- 피트의 부하들 - 김환진, 박상일, 오인성
- 음유시인 거북이 - 오인성

## 음악
1. "All For One and One For All (The Galop from "Orpheus in the Underworld")" - 음유시인 거북이(롭 폴슨/오인성) 와 총사대
2. "Love So Lovely ("Dance of the Reed Flutes" from The Nutcracker, and "Romeo and Juliet Overture")" - 음유시인 거북이 (롭 폴슨/오인성)
3. "Petey's King of France ("In the Hall of the Mountain King")" - 피트 대장 (짐 커밍스)
4. "Sweet Wings of Love ("Blue Danube") - 음유시인 거북이 (롭 폴슨/오인성)
5. "Chains of Love ("Habanera" from Carmen)" - 구피와 클라라벨 카우 (빌 파머/박상일,에이프릴 윈첼)
6. "This Is The End (Beethoven's "Symphony No. 5")" - 음유시인 거북이 (롭 폴슨/오인성)
7. "L'Opera (excerpts from "The Pirates of Penzance")" - 앙상블
8. "All For One (reprise)" - 총사대